# Brugnato
Brugnato – miejscowość i gmina we Włoszech, w regionie Liguria, w prowincji La Spezia.
Według danych na rok 2004 gminę zamieszkiwało 1191 osób, 108,3 os./km².